# Phùng Đức Tiến (kiểm sát viên)
Phùng Đức Tiến (sinh năm 1970) là kiểm sát viên người Việt Nam. Ông hiện giữ chức vụ Viện trưởng Viện kiểm sát nhân dân tỉnh Thái Nguyên. Ông từng có chức danh Kiểm sát viên Viện kiểm sát nhân dân tối cao.

## Tiểu sử
Ngày 17 tháng 1 năm 2014, Phùng Đức Tiến được Chủ tịch nước Cộng hòa xã hội chủ nghĩa Việt Nam Trương Tấn Sang kí quyết định bổ nhiệm chức danh Kiểm sát viên Viện kiểm sát nhân dân tối cao.
Kể từ ngày 15 tháng 3 năm 2014, Phùng Đức Tiến, Kiểm sát viên Viện kiểm sát nhân dân tối cao, Phó Vụ trưởng, Phó Chánh Văn phòng Ban Cán sự đảng Viện kiểm sát nhân dân tối cao, được bổ nhiệm giữ chức vụ Phó Vụ trưởng Vụ Thực hành quyền công tố và kiểm sát điều tra án hình sự về trật tự xã hội (Vụ 1A), Viện kiểm sát nhân dân tối cao.
Ngày 21 tháng 5 năm 2018, Phùng Đức Tiến, Phó Vụ trưởng Vụ thực hành quyền công tố và kiểm sát điều tra án trật tự xã hội (Vụ 2), Viện kiểm sát nhân dân tối cao Việt Nam, được bổ nhiệm giữ chức vụ Phó Vụ trưởng Vụ thực hành quyền công tố và kiểm sát điều tra án kinh tế (Vụ 3), VKSNDTC từ ngày 1 tháng 6 năm 2018.
Ngày 29 tháng 3 năm 2019, Phùng Đức Tiến, Phó Vụ trưởng Vụ thực hành quyền công tố và kiểm sát điều tra án kinh tế, Viện kiểm sát nhân dân tối cao Việt Nam, được ông Trần Công Phàn trao Quyết định bổ nhiệm Viện trưởng VKSND tỉnh Thái Nguyên nhiệm kỳ 5 năm kể từ ngày 1 tháng 4 năm 2019.